# Zorita (banda)
Zorita es un grupo musical holandés formado en 2009. Su música se puede clasificar como Folk con influencias de Pop y World Music.
El grupo publicó su primer álbum Amor Y Muerte en mayo de 2012. Zorita ha actuado en Lowlands, Oerol y Zwarte Cross. En junio de 2013 actuó en el programa de televisión Holandesa Vrije Geluiden. Su gira por el Reino Unido en agosto de 2014, donde actuaron en Boomtown Fair, ha sido registrado en el documental de música Until We Die. El documental se publicó en abril de 2015, junto con el EP ‘’Until We Die’’. El canal de televisión mundial ESPN ha utilizado la canción The Clyster of the World de Zorita para promocionar El Clásico; la confrontación en la Liga de Campeones entre Real Madrid y Barcelona. 

## Miembros
- Carlos Zorita Diaz – Cantante, Tres cubano, Charango, Guitarra
- Jarno van Es – Teclados, Acordeón
- Joost Abbel – Guitarra, Banjo, Pedal steel
- Robert Koomen – Bajo eléctrico, Voz
- René van Haren – Trombón
- Thomas Geerts – Trompeta, Fliscorno
- Abel de Vries – Batería, Percusión

## Discografía
- Aphrodite (2017)
- Until We Die (2015)
- Amor Y Muerte (2012)[7][8][9]